# Nowa Księga Wieczysta
Nowa Księga Wieczysta, NKW – system informatyczny, którego zadaniem jest archiwizacja oraz udostępnianie danych zawartych w księgach papierowych oraz zasilanie centralnej bazy danych informacji dotyczących ksiąg wieczystych.

## Historia NKW
- 1995 – Rozpoczęcie prac nad informatyzacją rejestrów sądowych. W Departamencie Organizacji i Informatyki Ministerstwa Sprawiedliwości powołano zespół sędziów do spraw ksiąg wieczystych, który stanowił grupę konsultantów doskonalenia tworzonego systemu.
- 1997 – Pierwsza Krajowa Konferencja Sędziów Wieczystoksięgowych.
- 1999 – Zgłoszono do Komisji Europejskiej międzyresortowy projekt pod nazwą Budowa zintegrowanego systemu katastralnego. Głównym celem tego projektu była informatyzacja przetwarzania i obiegu danych dotyczących nieruchomości i stworzenie jednej ogólnopolskiej sieci zapewniającej transfer danych pomiędzy NKW, systemem Ewidencji Podatku od Nieruchomości oraz systemem Ewidencji Gruntów i Budynków.
- 2001 – Pozyskanie środków unijnych  z funduszu PHARE oraz podpisanie umowy twinningowej z ministerstwem Saksonii.
- 2002 – Rozstrzygnięcie przetargu finansowanego ze środków Unii Europejskiej (Fundusz PHARE)- na budowę krajowego zintegrowanego systemu Nowej Księgi Wieczystej (NKW). Zwycięzcą została firma Aram.
- 2003 – Ustawa z dnia 14 lutego 2003 r. o przenoszeniu treści księgi wieczystej do struktury księgi wieczystej prowadzonej w systemie informatycznym (Dz.U. z 2003 r. nr 42, poz. 363). Uruchomienie programu pilotażowego NKW, obejmującego sześć wydziałów ksiąg wieczystych sądów rejonowych w: Bytomiu, Olsztynie, Płocku, Poznaniu, Wejherowie oraz Warszawie.
- 2004 – Rozporządzenie Ministra Sprawiedliwości z 22.9.2004 r. w sprawie wyznaczenia sądów rejonowych, które zakładają i prowadzą księgi wieczyste w systemie informatycznym, oraz całkowite odejście od prowadzenia ksiąg wieczystych w wersji papierowej.
- 2005 – Realizacja projektu i wdrażanie systemu NKW w kolejnych wydziałach. Powiększenie zasięgu reformy o osiemnaście wydziałów.
- 2006 – Dalsze powiększanie zasięgu reformy o 55 wydziałów. System Nowa Księga Wieczysta (NKW) do dnia 31.05.2006 r. został wdrożony w 82 wydziałach ksiąg wieczystych oraz w 10 ośrodkach migracyjnych ksiąg wieczystych.
- 2007 – Prace nad wdrożeniem nowego systemu w kolejnych 21 wydziałach ksiąg wieczystych. Ministerstwo Sprawiedliwości przygotowuje wdrożenia systemu Nowa Księga Wieczysta w 100 wydziałach wieczystoksięgowych.
- 2008 – Reforma obejmuje kolejne 22 wydziały ksiąg wieczystych. Trwają pracę nad realizacją reformy. Na dzień 30.06.2008 r. na wdrożenie nowego systemu oczekują jeszcze około 84 wydziały ksiąg wieczystych.
- 2010 – Podpisanie porozumienia z dnia 25 maja 2010 r. sprawie zapewnienia komornikom sądowym testowego dostępu do aplikacji Podsystem Dostępu do Centralnej Bazy Danych Ksiąg Wieczystych.
- 2013 – Rozporządzenie Ministra Sprawiedliwości z dnia 27 listopada 2013 r. w sprawie Centralnej Informacji Ksiąg Wieczystych (Dz.U. z 2013 r. poz. 1407).
- 2014 – Elektroniczne Księgi Wieczyste (EKW), system teleinformatyczny obsługujący księgi wieczyste, umożliwiający korzystanie z nowych możliwości udostępnianych przez Centralną Informację Ksiąg Wieczystych od 1 lipca 2014[1].

## Struktura NKW
W systemie Nowa Księga Wieczysta wyodrębnione zostały cztery szczeble organizacyjne, w których zastosowano odpowiednie podsystemy systemu NKW:
1. Centrala Ksiąg Wieczystych – Centralna Baza Danych Ksiąg Wieczystych (zarządzana przez system IBM DB2)
2. Wydziały Ksiąg Wieczystych w Sądach Rejonowych – odpowiadają za przetwarzanie i wprowadzanie danych do centralnej bazy danych NKW
3. Ośrodki Migracyjne Ksiąg Wieczystych – obsługują migrację ksiąg wieczystych w formie papierowej do centralnej bazy danych NKW
4. Ekspozytury Centralnej Informacji – punkty wydawania dokumentów i udzielania informacji z rejestru NKW.

## Główne założenia NKW
- Zwiększenie bezpieczeństwa obrotu nieruchomościami oraz ochrony prawa własności.
- Usprawnienie i zmniejszenie przewlekłości postępowania wieczystoksięgowego.
- Wydawanie odpisów z ksiąg wieczystych w formie wydruków.
- Zapewnienie łatwego dostępu do ksiąg wieczystych poprzez sieć komputerową.
- Zmodernizowanie technik wpisów poprzez wykorzystanie komputerów oraz ochrona przed zniszczeniem lub nieuprawnionym dostępem.

## Budowa Numeru Nowej Księgi Wieczystej
Numer nowej księgi wieczystej składa się z czteroznakowego kodu Wydziału Ksiąg Wieczystych, znaku ukośnika, 8 cyfr numeru księgi wieczystej, ukośnika i cyfry kontrolnej obliczonej na podstawie liter i cyfr kodu i cyfr numeru. Przykładowy numer Nowej Księgi Wieczystej KA1S/12345678/9.
Podczas migracji starych ksiąg wieczystych w wydziałach Wieczystoksięgowych Sądów Rejonowych do nowego systemu nowy numer powstawał przez uzupełnienie zerami wiodącymi starego numeru do łącznej długości 8 cyfr.
Od pierwszego Rozporządzenia w tej sprawie, w którym przydzielono kody sądom rejonowym nastąpiła co najmniej jedna reorganizacja podległości sądom okręgowym, wskutek czego zmieniły się kody sądów rejonowych i wydziałów zamiejscowych. Z tego powodu zmieniły się także numery Nowej Księgi Wieczystej.  Podczas likwidacji niektórych wydziałów wieczystoksięgowych do jednego sądu rejonowego mogły trafić stare numery ksiąg wieczystych z różnych wydziałów, co powodowało występowanie tego samego numeru dla działek w różnych miejscowościach. W tych przypadkach przydzielano im nowe ośmiocyfrowe numery z kodem sądu rejonowego według nowej organizacji.
Ministerstwo Sprawiedliwości poinformowało, że 1 stycznia 2013 roku 79 najmniejszych sądów rejonowych, czyli takich w których pracuje do 9 sędziów włącznie, zostanie przekształconych (a nie zlikwidowanych) w wydziały zamiejscowe sąsiednich sądów rejonowych.
W związku z tą reorganizacją sądów Ministerstwo Sprawiedliwości nie przewidywało zmiany kodów sądów i numerów ksiąg wieczystych.